# Фронт за развитие и прогресс Гаити
Фронт за развитие и прогресс Гаити (фр. Front pour l'Avancement et le Progrès Haïtien), первоначально Революционный вооружённый фронт прогресса Гаити (фр. Front Révolutionnaire Armé pour le Progrès d’Haïti; FRAPH), также Frappe — гаитянская крайне правая военизированная организация типа «эскадрона смерти». Продолжал традицию тонтон-макутов. Поддерживал военную хунту 1991—1994, терроризировал сторонников левого президента Аристида. Официально распущен после отстранения хунты, фактически продолжал существовать. Боевики FRAPH сыграли заметную роль в повторном свержении Аристида в 2004 году.

## Создание, цели, лидеры
29 сентября 1991 года  военная хунта во главе с генералом Раулем Седрасом отстранила от власти избранного годом ранее президента Гаити Жана-Бертрана Аристида. Этот переворот отразил недовольство руководящих силовиков, дювальеристов и наркомафии левоориентированной политикой Аристида.
Значительная часть населения Гаити протестовала против переворота. Международное сообщество, в том числе американские администрации Джорджа Буша-старшего и Билла Клинтона, также не признали гаитянскую хунту. Режим генерала Седраса столкнулся с внутренней напряжённостью и внешней изоляцией.
Крайне правые силы сформировали структуры подавления сторонников Аристида. Главной из них стал созданный в 1993 году Революционный вооружённый фронт прогресса Гаити (FRAPH), впоследствии переименованный во Фронт развития и прогресса Гаити. В качестве названия часто употреблялась препарированная аббревиатура Frappe, на французском спортивном жаргоне и на креольском языке означающая «Удар», а в просторечии «Гопники». Во главе организации стали информатор ЦРУ Эммануэль Констан, боевик-дювальерист Луи-Жодель Шамблен и начальник полиции Мишель Франсуа. Констан выступал как политический лидер и публичное лицо, Шамблен командовал вооружёнными формированиями, Франсуа обеспечивал связи с властями.

## «Клон тонтон-макутов»
FRAPH действовал в тесном контакте с армией и полицией. Декларированный антикоммунизм обеспечивал финансовую и материально-техническую поддержку американских спецслужб. Враждебность к Аристиду привлекала симпатии правых кругов.
Боевики рекрутировались в среде сторонников династии Дювалье, криминалитета и люмпенства. Они проходили армейское военное обучение и использовались хунтой в качестве штурмовых отрядов. Идеология FRAPH основывалась на дювальеризме и сравнивалась с неофашизмом. Организация рассматривалась как «клон тонтон-макутов».
На членов Фронта возлагается ответственность за многочисленные расправы над сторонниками Аристида, убийства и изнасилования. В частности, были убиты министр юстиции в правительстве Аристида Ги Малари, и предприниматель-правозащитник Антуан Измери. 22 апреля 1994 года боевики FRAPH активно участвовали в резне в Работо — пригороде Гонаива, где Аристид и его сторонники пользовались наибольшей популярностью. Погибли от 30 до 50 человек.

## Роспуск
В октябре 1994 под угрозой американского военного вторжения хунта Седраса отказалась от власти. Жан-Бертран Аристид вернулся на Гаити при поддержке морской пехоты США и занял президентский пост. FRAPH безуспешно пытался противодействовать этому, выступая под антиамериканскими лозунгами. 
Американские солдаты при поддержке населения заняли штаб-квартиру FRAPH. Были обнаружены орудия пыток и фотографии убийств. Американцы с трудом спасли от линчевания находившихся в офисе боевиков.  
После возвращения Аристида FRAPH был расформирован, лидеры эмигрировали. Констан, Шамблен, Франсуа заочно приговорены гаитянским судом к пожизненному заключению по обвинению в убийствах. Впоследствии Эммануэль Констан был арестован и осуждён в США за финансовые аферы.

## Участие в мятеже 2004 года
В 2004 году активисты FRAPH, включая возвратившегося на Гаити Шамблена, примкнули к мятежу Ги Филиппа и участвовали во втором свержении президента Аристида.
Политическим союзником лидеров FRAPH, особенно Мишеля Франсуа, является Мишель Мартейи, президент Гаити в 2011—2016 годах.